# Ordem dos Nove Ângulos

Simbolo da ONA

Order of Nine Angles (ou Ordem dos Nove Ângulos - ONA) é uma organização secreta satanista, formada inicialmente no Reino Unido, tendo se mostrado ao público em geral nos anos de 1980 e 1990, depois de ter sido mencionada detalhadamente em livros de satanismo fascista. Atualmente, a ONA é organizada em torno de células clandestinas (chamadas de traditional nexions), conhecidas vulgarmente como "tribos sinistras".

## Historia

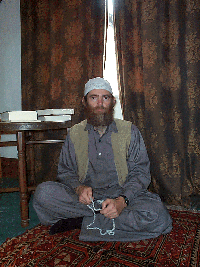
David Myatt; suposto fundador da Ordem dos Nove Ângulos.

A Ordem dos Nove Ângulos foi originalmente formada na Inglaterra em 1960, com a fusão de três templos neopagãos chamados Camlad, The Noctulians, e o Temple of the Sun. Após a emigração do líder original para a Austrália, foi afirmado que David Myatt assumiria a ordem e começaria a escrever os ensinamentos agora publicamente disponíveis da ONA
. A ONA tem grupos e associados em diversos paises, como Estados Unidos, Europa, Australia, Nova Zelandia, Canada, Rússia, Brasil e Islândia.
O autor Nick Ryan afirmou que Anton Long, o autor de obras públicas da ONA, é um pseudônimo de David Myatt, uma pessoa que estava envolvida com o movimento neo-nazista na Inglaterra. Essa afirmação é repetida por Nicholas Goodrick-Clarke, que afirma que David Myatt foi o fundador da ONA e escritor da maioria dos seus documentos, e que, anteriormente, havia trabalhado como guarda-costas neonazista britânico Colin Jordan.
Ryan afirma no seu livro que Myatt viveu na década de 1990 em uma chácara, em Shropshire, com Christos Beest, que havia dado várias entrevistas em nome da ONA e feito uma gravação ao vivo da The Self-Immolation Rite que foi incluída no Vol. 2 N. 3 do zine Fenrir.
David Myatt sempre negou essas acusações sobre o envolvimento com o satanismo, com a ONA, e usado o apelido de Anton Long, tendo várias vezes desafiado qualquer um a prestar qualquer prova de tais alegações. Além disso, Myatt desafiou dois jornalistas - Nick Lowles (da ”Searchlight”) e Nick Ryan - a um duelo para repetição de tais alegações; um desafio que ambos se recusaram.
Gerry Gable, da revista anti-fascista Searchlight, disse: "Myatt é um personagem etéreo que usou vários pseudônimos para publicar mensagens em sites extremistas. Ele é um homem perigoso, que foi duas vezes preso por suas atividades violentas de extrema-direita. Pediu para que  sangue seja derramado na busca da dominação branca Ariana. Acreditamos... que ele continua a ser um ser subversivo profundamente intelectual e que ainda é um dos intelectuais nazistas mais radicais na Grã-Bretanha hoje. Myatt acredita no rompimento das sociedades atuais, como um prelúdio para a criação de uma nova sociedade ariana mais guerreira que ele chama de Galactic Empire."
David Myatt se converteu ao islamismo em 1998  e mudou seu nome para Abdul-Aziz ibn Myatt.

## Crenças
A Ordem postula o  Satanismo como uma busca altamente individualizada que visa criar a excelência pessoal e a sabedoria, pela busca de desafios que permitam uma pessoa transcender seus limites físicos e mentais. Ela foi criada para envolver a árdua conquista de auto-domínio e auto-superação  nietzschiana,  com ênfase no crescimento individual através de atos práticos de risco, destreza e resistência. Os ritos de passagem, muitas vezes ligados à promoção de graduação, incluem viver por  três meses de vida áspera em uma floresta desprovida de contato humano, e no pressuposto de que  ocupações de difíceis desenvolvem a  personalidade e a  capacidade de liderança. Isso serve para auxiliar na evolução do indivíduo: " Este novo indivíduo será acirrado, franco, deleitado na exploração e na descoberta de possuir uma atitude essencialmente pagã de se viver. " Isso, por sua vez, levará à transformação da sociedade em uma civilização mais superior, mais refinada.
Segundo a ONA:
"O Satanismo é entendido pelos seus adeptos como um verdadeiro ocultismo, por seus métodos especiais. Isso é,  um caminho específico em direção a um objetivo específico, que envolve um modo particular de se viver. O caminho específico, ou “ Caminho da mão Esquerda”, é uma meta escura e  sinistra, especial para a criação de um novo tipo de indivíduo. Em um nível mais geral, o satanismo está preocupado com a mudança da nossa evolução e das sociedades em que vivemos. - criando, de fato, uma nova espécie humana e de uma civilização adequada a esse novo tipo de ser humano " (Anton Long: Satanism: A Basic Introduction for Prospective Adherents, Thormynd Press, England, 1992).
Além disso, a ONA reivindica que suas “tribos sinistras” são uma parte importante do seu Aeônico, para derrubar as sociedades que eles chamam de “mundanas”.
Os escritos da ONA toleram e incentivam o  sacrifício humano/assassinato ritual  como um meio de eliminar os mais fracos: Anton Long descreve isso como "um contributo para melhorar o parque humano, eliminando os inúteis, os fracos, e os doentes". Este "abate" não serve apenas um propósito Darwiniano, mas também está ligado à promoção de um novo Aeon: "A mudança  necessária significa que deve haver sacrifícios, ou abates coletivos, para que removam os inúteis e os prejudiciais para os mais evoluidos." Assim, o Satanismo verdadeiro, eles afirmam, requer uma viagem no reino do proibido e do ilegal, a fim de fazer contato com a "espera do acausal, das forças sinistras e do cosmos." A presença das energias acausais, através de abate, pretende criar um novo Aeon, cuja energia será usada para criar uma nova civilização.
Provavelmente por causa da postura extremamente radical da ONA, há animosidade aberta entre a ONA e os satanistas "mainstreamx", como a Igreja de Satanás. A ONA nega publicamente qualquer ligação à Igreja de Satanás, alegando que a Bíblia Satânica para ser uma "filosofia aguada". A ONA evita qualquer tipo de abordagem religiosa evidente com grupos como o Templo de Set e respeita os outros grupos satânicos, mas trata a Igreja de Satanás com desprezo.
O Templo de Set proscreveu a ONA no início de 1980 devido ao seu aval para
sacrifício humano.
A ONA tem a sua  única ontologia e teologia do satanismo, com base nos axiomas de (1) uma bifurcação da realidade em um continuum do acausal e do causal, e (2) a existência de seres acausais neste continuum causal, sendo um desses seres convencionalmente conhecido como Satanás.